# Воце (Савона)
Воце је насеље у Италији у округу Савона, региону Лигурија.
Према процени из 2011. у насељу је живело 520 становника. Насеље се налази на надморској висини од 206 м.